# Resolución 1473 del Consejo de Seguridad de las Naciones Unidas
La resolución 1473 del Consejo de Seguridad de las Naciones Unidas, aprobada por unanimidad el 4 de abril de 2003, tras recordar resoluciones anteriores sobre Timor Oriental (Timor-Leste), en particular la resolución 1410 (2002), el Consejo ajustó la Misión de Apoyo de las Naciones Unidas a Timor Oriental (UNMISET) para mejorar su capacidad de adiestramiento de la Policía Nacional de Timor Oriental a la luz de la situación de seguridad, y ralentizó la reducción de la operación. 
El Consejo de Seguridad acogió con satisfacción los progresos que había logrado Timor Oriental con la asistencia de la UNMISET, destacó la prioridad de mejorar la capacidad de la policía nacional y tomó nota de los constantes desafíos a la seguridad y la estabilidad del país. Decidió que la composición y el número de efectivos del componente policial de la UNMISET y su reducción incluirían las siguientes medidas:
(i) inclusión de una unidad internacional por un año;
(ii) provisión de capacidad de capacitación adicional en relación con el control de multitudes, la seguridad fronteriza y las operaciones tácticas;
(iii) énfasis en los derechos humanos y el estado de derecho ;
iv) mantener una presencia de vigilancia y asesoramiento en las zonas bajo el control de la policía de Timor Oriental;
v) preparativos para la transferencia de autoridad a la fuerza de policía de Timor Oriental.
La resolución decidió que la reducción del componente militar de la UNMISET hasta diciembre de 2003 se ajustaría de manera que el número de efectivos militares de mantenimiento de la paz se redujera de 1.750 a un ritmo más lento que el previsto en la Resolución 1410.  En enero de 2004, 325 oficiales todavía estarían presentes en el país.  También se mantendrían dos batallones .
Se pidió al Secretario General Kofi Annan que informara antes del 20 de mayo de 2003 sobre un calendario revisado para la reducción de la UNMISET y que mantuviera informado al Consejo de los acontecimientos en Timor Oriental. Por último, se pidió al Gobierno de Timor Oriental que cooperara con la UNMISET en la aplicación de estrategias policiales y militares.